# Halowe Mistrzostwa Europy w Lekkoatletyce 1974 – bieg na 800 m mężczyzn
Bieg na 800 metrów mężczyzn – jedna z konkurencji biegowych rozgrywanych podczas halowych lekkoatletycznych mistrzostw Europy w hali Scandinavium w Göteborgu. Eliminacje zostały rozegrane 9 marca, a bieg finałowy 10 marca 1974. Zwyciężył reprezentant Jugosławii Luciano Sušanj, który na poprzednich mistrzostwach zwyciężył w biegu na 400 metrów. Tytułu zdobytego na poprzednich mistrzostwach nie bronił Francis Gonzalez z Francji.

## Rezultaty

### Eliminacje
Rozegrano 3 biegi eliminacyjne, do których przystąpiło 12 biegaczy. Awans do finału dawało zajęcie jednego z pierwszych dwóch miejsc w swoim biegu (Q).
Opracowano na podstawie materiału źródłowego.
Bieg 1
| Miejsce | Zawodnik       | Czas    | Uwagi |
| ------- | -------------- | ------- | ----- |
| 1       | Rolf Gysin     | 1:49,73 | Q     |
| 2       | Philippe Meyer | 1:49,75 | Q     |
| 3       | Markku Aalto   | 1:49,81 |       |
| 4       | Åke Svenson    | 1:50,30 |       |

Bieg 2
| Miejsce | Zawodnik            | Czas    | Uwagi |
| ------- | ------------------- | ------- | ----- |
| 1       | András Zsinka       | 1:49,77 | Q     |
| 2       | Jozef Plachý        | 1:49,97 | Q     |
| 3       | Ivo Van Damme       | 1:50,56 |       |
| 4       | Vittorio Fontanella | 1:50,79 |       |

Bieg 3
| Miejsce | Zawodnik          | Czas    | Uwagi |
| ------- | ----------------- | ------- | ----- |
| 1       | Luciano Sušanj    | 1:50,34 | Q     |
| 2       | Michał Skowronek  | 1:50,56 | Q     |
| 3       | Ján Šišovský      | 1:50,67 |       |
| 4       | Antonio Fernández | 1:52,89 |       |

### Finał
Opracowano na podstawie materiału źródłowego.
| Miejsce | Zawodnik         | Czas    | Uwagi |
| ------- | ---------------- | ------- | ----- |
| 1       | Luciano Sušanj   | 1:48,07 | NR    |
| 2       | András Zsinka    | 1:48,50 |       |
| 3       | Jozef Plachý     | 1:49,49 |       |
| 4       | Rolf Gysin       | 1:50,70 |       |
| 5       | Michał Skowronek | 1:51,28 |       |
| 6       | Philippe Meyer   | 1:57,48 |       |